# Sauze (banda)
Sauze fue un grupo español de heavy metal fundado tras el abandono de Manuel Ramil, Fernando Mon y Alberto Ardines de su grupo anterior, WarCry.

## Historia del grupo
Cuando abandonaron WarCry "contra su voluntad", decidieron formar una nueva banda: Ardines llamó a Fernando Mon para enseñarle el álbum de Hard Spirit, una banda de hard rock que había sido producida por TripleA-Metal (el sello discográfico propio de Ardines), con el propósito de enseñarle a Mon las cualidades vocales de Amboaje. Decidieron que sería el cantante que habían estado buscando y se pusieron en contacto con Manuel Ramil para juntarse. Manuel Ramil estaba intentando participar en ambas bandas, WarCry y Sauze, pero le estaba resultando muy difícil debido a la distancia  entre su domicilio en Galicia y el resto de los miembros en Asturias. WarCry decidió que Ramil no podría continuar siendo un miembro de la banda WarCry. Ahora Ramil está completamente dedicado a Sauze, que publicó a mediados de 2008 su álbum de debut Nada tiene sentido. En el Rockferendum realizado por las revistas Heavy Rock, Kerrang! y la página web mariskalrock.com Sauze salió elegida en el primer puesto como banda revelación de 2008 a nivel nacional en España.
En 2008, después de varios meses de grabación tras la salida de Nada tiene sentido, Sauze publicó el 30 de abril de 2009 El mejor momento, su segundo trabajo, compuesto de doce nuevos temas y con el que recibieron buenas críticas.
El 13 de septiembre de 2009 dieron su primer concierto, en Madrid, dando comienzo a su primera gira. Con motivo de la misma se incorporó al grupo el bajista Luis Melero.
A mediados de 2010, Sauze cesan su actividad tanto en el estudio como en directo.

### Álbumes
El grupo, creado a principios de 2008, tituló su primer álbum Nada tiene sentido y lo sacó a la venta el 1 de junio de 2008. Todos sus temas fueron compuestos por Manuel Ramil y arreglados por el grupo completo. El diseño gráfico y la fotografía del álbum corrieron a cargo de Daniel Alonso y Sergio Blanco, respectivamente. Los nombres de las once canciones de Nada tiene sentido son: "Todo tiene sentido", "Destila", "Poco a poco", "Súplica", "Todo lo que tengo", "Marioneta", "Mi revolución", "Llora el sauce", "Abandonado a su encanto", "Estatuas de sal" y "Sé que esperas más".
El segundo álbum de Sauze se tituló El mejor momento y fue puesto a la venta el 30 de abril de 2009. Este álbum recibió buenas críticas, las cuales también destacaban que la calidad del grupo había mejorado en términos globales después de algo más de un año juntos. Sauze continuó trabajando con las discográficas Avispa Music y con TripleA-Metal. Los nombres y el orden de las doce canciones, compuestas todas ellas por Manuel Ramil, son: "Si hoy brilla el Sol", "Ya da igual", "Tiempo al tiempo", "Tanto por hacer", "Se te olvidó", "Nada", "Explícate", "Lágrimas", "Al calor de la ilusión", "Siempre miento", "Mi estado original" y "Súplica". Esta última canción ya apareció en Nada tiene sentido, pero en esta ocasión el tema es versionado por el propio grupo de manera más ligera, siendo sus principales elementos un piano y la voz de Amboaje.

#### Por orden temporal
- Nada tiene sentido (2008, álbum de estudio)
- El mejor momento (2009, álbum de estudio)

## Componentes
- Toni Amboaje: voz
- Fernando Mon: guitarra (y bajo al principio)
- Manuel Ramil: teclados y coros
- Alberto Ardines: batería
- Luis Melero: bajo (desde septiembre de 2009)[3][4]